# Julius Johannes Wilhelm Köbner
Julius Johannes Wilhelm Köbner, geboren als Salomon Købner, (11 juni 1806 in Odense, Denemarken - 2 februari 1884 in Berlijn) behoorde samen met Johann Gerhard Oncken en Gottfried Wilhelm Lehmann tot de grondleggers van de Duitse baptisten. Naast zijn uitgebreide zendings- en onderwijsactiviteiten binnen de toen nog jonge kerk verdient zijn werk als schrijver van hymnes en boeken een speciale vermelding.

## Zijn leven

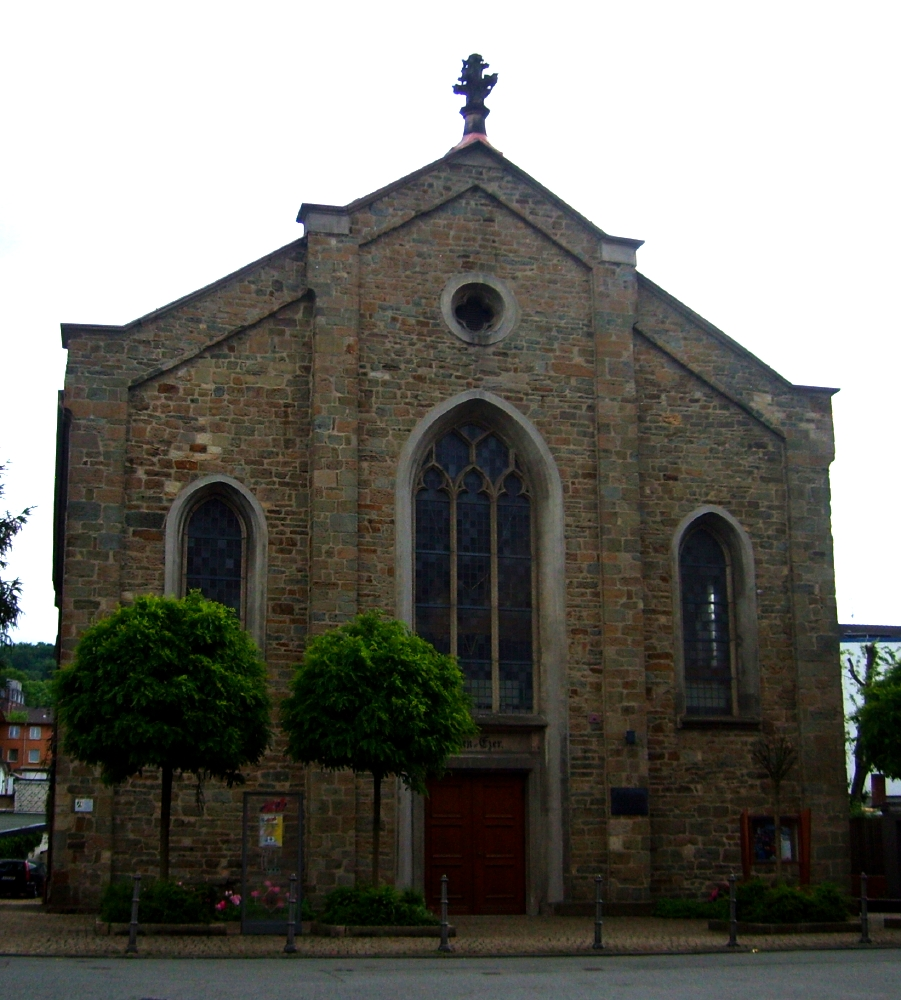
"Köbners Kerk“ Eben-Ezer-Kerk in de wijk Barmen in Wuppertal

Köbner was van joodse afkomst en hij was de eerste van negen kinderen. Zijn ouder waren  Isaak Aaron en Hanna Matthies. Zijn vader werkte als rabbijn en koopman. De familie is afkomstig uit Denemarken maar de voorouders komen uit Leszno in Polen. De achternaam Köbner is afgeleid van de naam van de Silezische stad Köben.
Bij de familie Köbner werd er Duits gesproken. Op het gymnasium in Odense kreeg Salomon les in het Duits, Deens, Frans en ook Engels. Hij leerde hij het vak van kopergraveerder maar toonde aan ook voor veel andere vakken talent te hebben. In 1824 ging hij op de toen verplichte reis als gezel en kwam via Hamburg in Lübeck terecht. Naast zijn geleerde werk was hij autodidact in literatuur en geschiedenis . Hij schreef drama's, gedichten en essays, waarvan er enkele zijn gepubliceerd.
Na talloze ontmoetingen met de hervormde predikant Johannes Geibel uit Lübeck, bekeerde Köbner zich in 1826 tot het christendom en sloot zich aan bij de Evangelisch-Lutherse Kerk. Op 31 juli 1826 werd hij in Hamburg gedoopt en veranderde Köbner zijn joodse voornaam. Hij noemde zichzelf Julius Johannes Wilhelm naar zijn verloofde Juliane Johanna Wilhelmina von Schröter. Zij was afkomstig uit een familie van Mecklenburgse officieren die dienden in het de Deense leger. Kort na zijn bekering tot het christendom trouwde hij met haar. 
In 1835 leerde Julius Köbner de Hamburgse baptistengemeente kennen. Hij raak onder de indruk van de verkondiging van Oncken, de ouderling en predikant van de pas een jaar eerder opgerichte baptistengemeente. Op 26 mei 1836 ontving hij de doop van het geloof en stelde zich in dienst van de jonge beweging. Slechts een paar weken later werd ook zijn vrouw Juliane gedoopt in de Hamburgse baptistengemeente. Drie broers en zussen van Köbner werden ook gedoopt.
Köbner begon met het vertalen van baptistenliteratuur uit het Engels. Daarna corrigeerde hij publicaties van Oncken en schreef hij tal van religieuze geschriften. In 1837 publiceerde hij samen met Oncken de eerste baptistenbelijdenis. Tegelijkertijd deed Köbner zijn eerste ervaringen op als evangelist. Hij hield religieuze diensten in en rond Hamburg. Dit was verboden en daarom is hij verschillende keren gearresteerd en gevangen gezet wegens het houden van illegale religieuze bijeenkomsten .
Om 6 oktober 1844 werd Köbner tot baptistenpredikant gewijd. Tegelijkertijd diende hij als missionaris voor de Duitstalige landen van de American Baptist Convention . Uitgebreide zendingsreizen voerden hem door Duitsland, Nederland en Denemarken, waar hij veel baptistenkerken stichtte.
Kobner begroette de Maartsbeweging van 1848 met vreugdevolle verwachting. In hetzelfde jaar publiceerde hij het Manifest van het vrije en oorspronkelijke christendom. Daarin prijst hij de nieuw verworven algemene godsdienstvrijheid. Hij stelt dat de baptistenkerk zich zal inzetten voor dit burgerrecht en vrijheid van godsdienst zal huldigen. Verder schrijft hij: "Deze nobele vrijheid krijgen wij niet alleen vandaag uit de handen van een staatsgezag wij beschouwen het al 15 jaar als ons onvervreemdbaar goed en hebben er voortdurend van genoten, zij het ten koste van ons aardse bezit en onze vrijheid. Maar wij eisen niet alleen onze vrijheid van godsdienst op, wij eisen die voor iedere persoon die de bodem van het vaderland bewoont, wij eisen die in precies dezelfde mate op voor iedereen, of het nu christenen, joden, mohammedanen of wat dan ook zijn."
Julius Köbner leidde de uitvaartdienst van de 2 januari 1884 Johann Gerhard Oncken en liep daarbij een longontsteking op waaraan hij exact vier weken later overleed. 

## Betekenis
Köbner heeft de jonge baptistenbeweging op vele manieren gevormd - niet in de laatste plaats door zijn werk als schrijver. Christelijke romans, kerkelijke verhalen en dramatische poëzie met een didactisch karakter behoorden tot zijn werken. In zijn literaire werk hield hij zich vooral bezig met de geschiedenis van de Waldenzen .
In 1849 publiceerde Julius Köbner het eerste zangboek van de Baptistenbond "De geloofsstem van de gemeente des Heren" (Die Glaubensstimme der Gemeine des Herrn) 59 Liederen uit dit boek zijn door Köbner zelf geschreven. Hij publiceerde ook het eerste liedboek van de Deense baptisten. Het voorlaatste zangboek van de Duitse baptisten telde nog drie door Köbner geschreven gezangen. Het huidige zangboek Celebrations &amp; Praises  bevat nog maar één door Köbner geschreven gezang.

## Gestichte gemeentes
In 1845 richtte Julius Köbner de eerste Nederlandse baptistenkerk op, die het startpunt zou worden van de baptistenbeweging in Nederland. In 1852 stichtte Köbner de baptistengemeente Barmen (het tegenwoordige Wuppertal) waarmee de basis werd gelegd voor de opkomst van baptistengemeenten in het oostelijke Rijnland. Ook de Deense baptistengemeente dankt zijn bestaan aan het werk van Julius Köbner. Van 1865 tot 1879 was hij predikant van de door hem opgerichte Baptistenkerk in Kopenhagen . Ook de baptistenbeweging in Noordwest-Duitsland en in Berlijn groeiden door Köbners activiteiten.
In Gasselternijveen doopte hij de eerste Nederlandse baptisten in mei 1845 onder hen was Johannes Elias Feisser die daarna de eerste baptistenpredikant in Nederland werd. 

## Familie
Na de dood van zijn eerste vrouw in 1868 trouwde Köbner in 1875 met de Deense Dorothea Stagstedt. Uit dit huwelijk werd een dochter geboren. In 1879 stierf ook zijn tweede vrouw. Aan het einde van zijn leven ging Köbner werken als predikant in Berlijn hier bleef hij werkzaam tot zijn overlijden. 

## Herinneringen

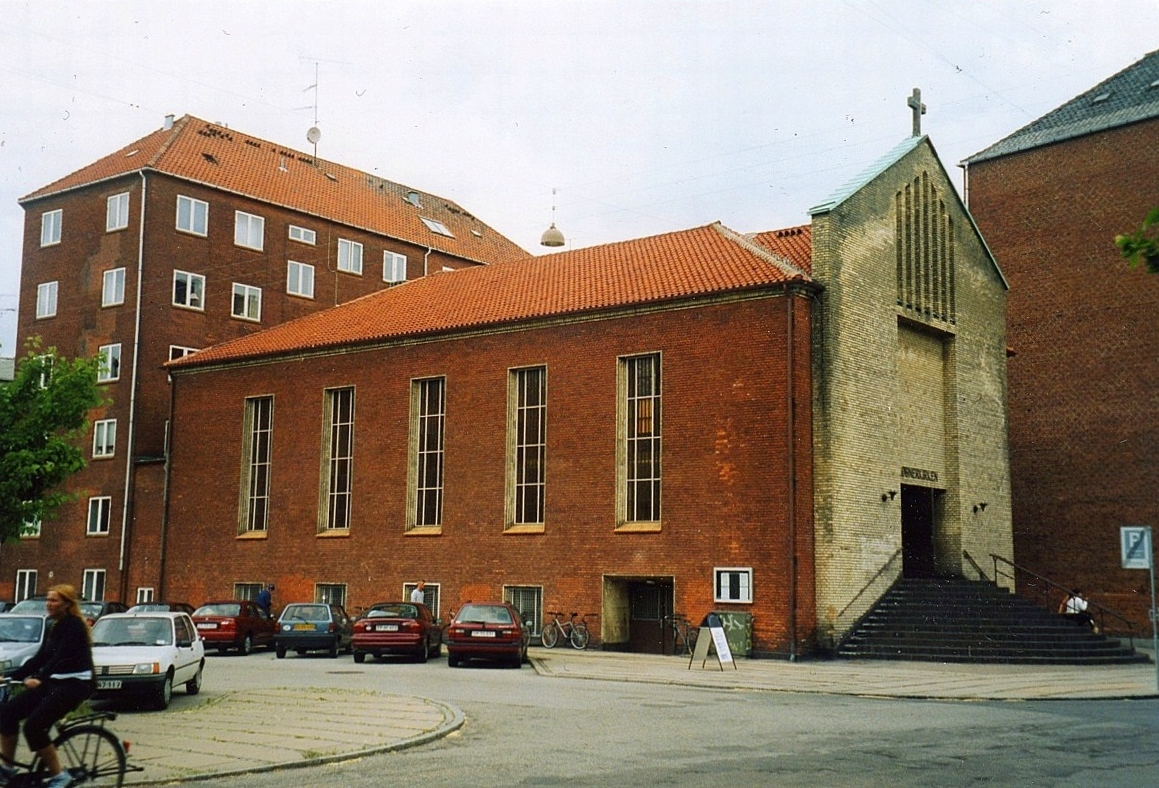
Köbner Kerk Kopenhagen (Denemarken)

De baptistenkerken in Wuppertal, Kopenhagen en de Julius Köbner-kapel van de Vrije Evangelische Kerk in Hamburg-Hamm zijn vernoemd naar Julius Köbner. In Hamburg is er een Julius-Köbner straat.